# Kvívík
Kvívík (en danois : Kvivig, plus anciennement Qvivig) est une commune et un village des îles Féroé située sur la côte ouest de l'île Streymoy. Sa population est de 585 habitants (2011).

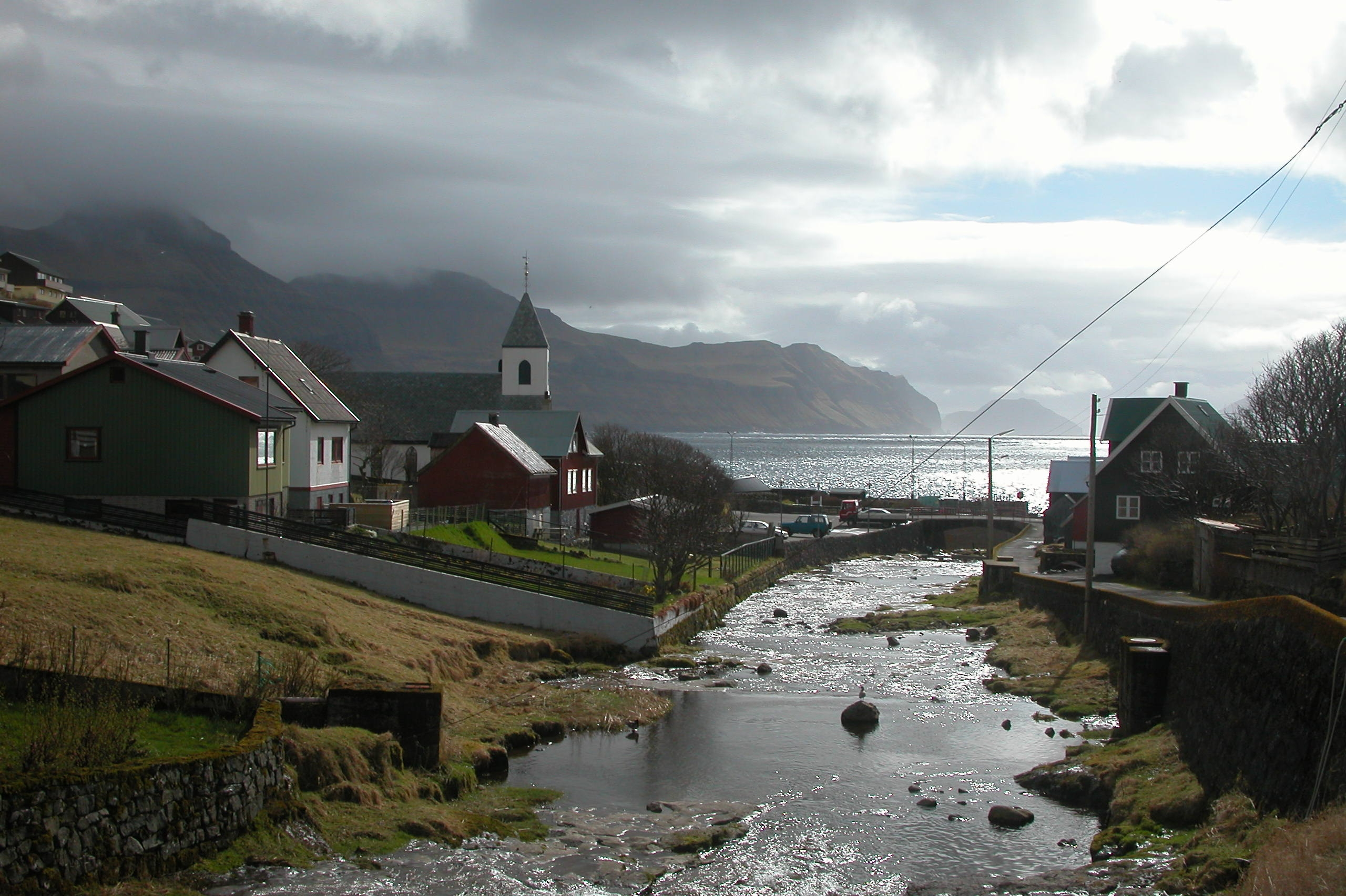
Une vue de Kvívík.

La commune s'étend sur les deux côtés d'une baie étroite et de la petite rivière Stora.
Il s'agit de l'un des plus anciens lieux des îles Féroé, des fouilles ont permis de trouver les restes de maisons vikings.

## Personnalités célèbres nées à Kvívík
- Joen Danielsen (1843–1926), poète
- Jóan Petur Gregoriussen (1845–1901), poète